# Eveliina Piippo
Eveliina Piippo (* 7. September 1998 in Tampere) ist eine finnische Skilangläuferin.

## Werdegang
Piippo, die für das Vuokatti Ski Team startet, trat international erstmals beim Europäischen Olympischen Winter-Jugendfestival 2015 in Steg in Erscheinung. Dort belegte sie den sechsten Platz über 7,5 km klassisch, den fünften Rang über 5 km Freistil und den vierten Platz in der Mixed-Staffel. Im März 2015 wurde sie finnische Juniorenmeisterin über 5 km Freistil und im Massenstartrennen über 15 km Freistil. Zu Beginn der Saison 2015/16 lief sie in Vuokatti erstmals im Scandinavian-Cup. Dabei errang sie den 81. Platz im Sprint und den 64. Platz über 10 km klassisch. Bei den Nordischen Junioren-Skiweltmeisterschaften 2016 in Râșnov gelang ihr der 62. Platz im Sprint, der 37. Rang über 10 km Freistil und der neunte Platz mit der Staffel. Ihre besten Resultate bei den Juniorenweltmeisterschaften 2017 in Soldier Hollow waren der siebte Platz mit der Staffel und der fünfte Rang im Skiathlon. Im März 2017 wurde sie in Ounasvaara finnische Juniorenmeisterin im 20-km-Massenstartrennen. Zu Beginn der Saison 2017/18 startete sie in Ruka erstmals im Weltcup und belegte dabei den 93. Platz im Sprint. Bei den Juniorenweltmeisterschaften 2018 in Goms lief sie im Sprint und über 5 km klassisch jeweils auf den 13. Platz und im Skiathlon und mit der Staffel jeweils auf den vierten Rang. Anfang März 2018 holte sie in Lahti mit dem 28. Platz über 10 km klassisch ihre ersten Weltcuppunkte.
In der Saison 2018/19 erreichte sie in Beitostølen und in Ulricehamn mit dem dritten Platz jeweils mit der Staffel ihre ersten Podestplatzierungen im Weltcup. Bei den U23-Weltmeisterschaften 2019 in Lahti holte sie die Silbermedaille über 10 km Freistil. Beim Saisonhöhepunkt, den nordischen Skiweltmeisterschaften 2019 in Seefeld in Tirol, lief sie auf den 23. Platz im Skiathlon, auf den 19. Rang im 30-km-Massenstartrennen und auf den sechsten Platz mit der Staffel.